# Čiližská Radvaň
Čiližská Radvaň este o comună slovacă, aflată în districtul Dunajská Streda din regiunea Trnava. Localitatea se află la altitudinea de 110 m deasupra n.m., se întinde pe o suprafață de 21,41 km2 și în 2017 număra 1.162 de locuitori.

## Istoric
Localitatea Čiližská Radvaň este atestată documentar din 1252.

## Demografie
| An:                | 1994 | 2004   | 2014   | 2024   |
| ------------------ | ---- | ------ | ------ | ------ |
| Număr de persoane: | 1164 | 1277   | 1188   | 1163   |
| Diferență:         |      | +9,70% | −6,96% | −2,10% |

| An:                | 2023 | 2024   |
| ------------------ | ---- | ------ |
| Număr de persoane: | 1159 | 1163   |
| Diferență:         |      | +0,34% |